# Oued Kniss
Ne doit pas être confondu avec Ouedkniss.
L'Oued Kniss est un cours d'eau d'Alger, qui prend naissance dans le Sahel algérois pour se jeter dans la baie d'Alger.

## Description

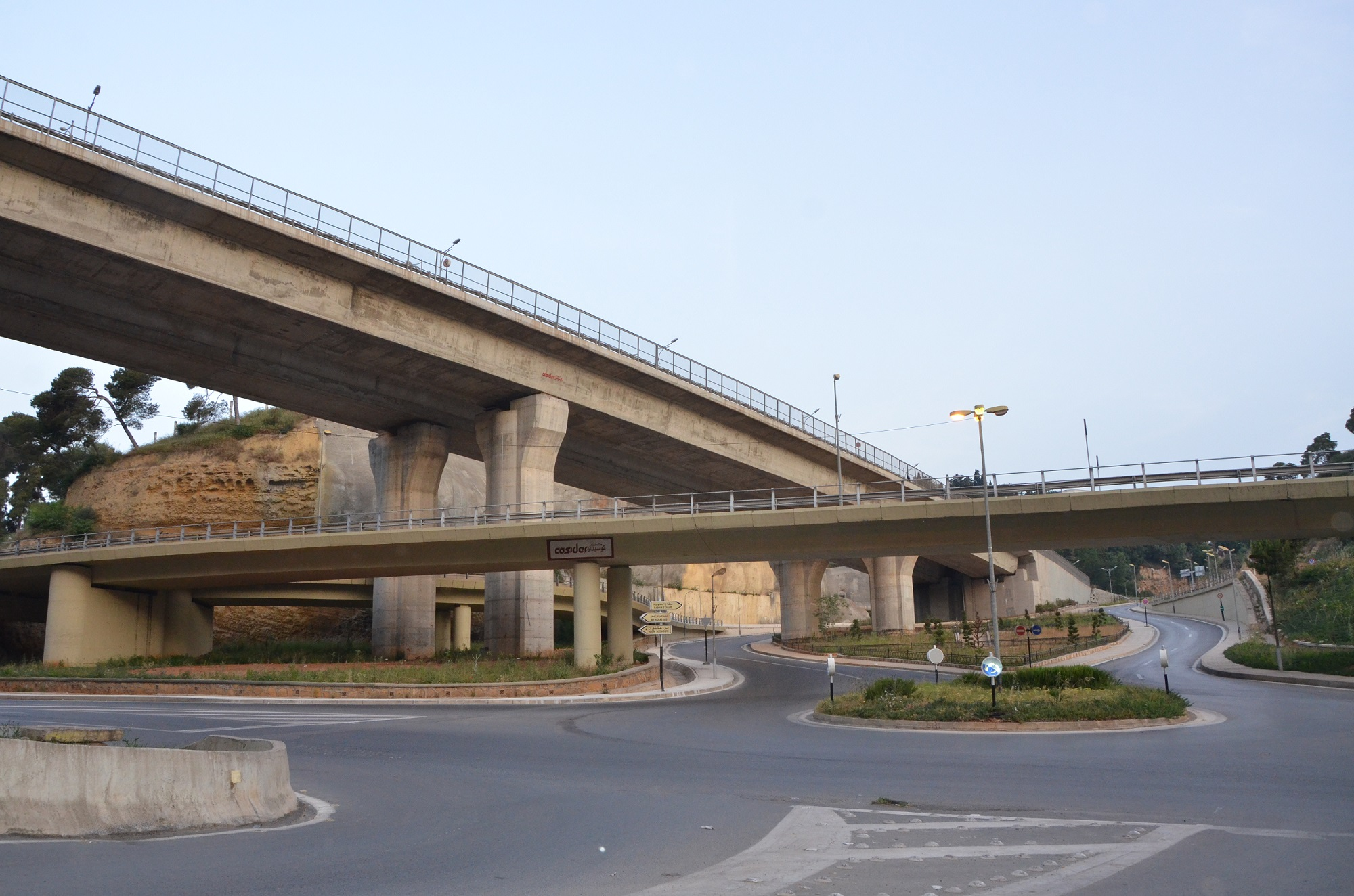
Viaduc Oulmane Khalifa

Ce cours d'eau prend naissance sur les hauteurs d'El Biar à près de 240 m. pour descendre vers le sud jusqu'au val d'Hydra puis Bir Mourad Raïs où il change de cours pour aller plein est à travers le spectaculaire ravin de la femme sauvage pour enfin se jeter en mer au niveau du quartier du Ruisseau.
S'il n'est plus visible aujourd'hui car remplacé par un collecteur enfouis sous un secteur entièrement urbanisé, il a laissé une trace dans l'histoire de la ville comme les ponts d'Hydra et le viaduc Oulmane Khelifa construits pour enjamber les gouffres laissés par son passage.
Le quartier situé à la sortie du ravin de La Femme Sauvage s'appelle aujourd'hui Oued Kniss. Il aurait abrité jusqu'à récemment un marché aux puces.
Le nom a été depuis repris par un site Internet de vente par correspondance, Ouedkniss, devenu la plus importante plateforme marchande du pays.